# Trama (narratologia)
La trama, in narratologia, viene generalmente intesa come l'insieme degli eventi più importanti contenuti da un racconto, un romanzo, un dramma teatrale, un'opera cinematografica o televisiva.
Il termine è mutuato dal vocabolo tecnico del settore tessile, che indica la struttura di un tessuto, detta appunto trama.

## Ambiguità del termine
Da alcune parti è stato criticato l'uso spesso ambiguo del termine (così ad esempio Angelo Marchese), con cui talvolta si intende parlare della fabula (cioè della sequenza dei fatti disposti secondo un ordine cronologico e causale), talaltra dell'intreccio (termine che indica quegli stessi fatti, per come sono però presentati effettivamente dal narratore: in questo caso, la loro disposizione rinvia ad una intenzione estetica, rispetto alla quale l'ordine cronologico e causale può essere contraddetto, come accade ad esempio nel caso dell'analessi).